# Captain America XXX: An Axel Braun Parody
Captain America XXX: An Axel Braun Parody ist eine amerikanische Porno-Parodie aus dem Jahr 2013 auf den Film Captain America: The First Avenger.

## Handlung
- Szene 1. Britney Amber, Aaron Wilcox
- Szene 2. Claire Robbins, Derrick Pierce
- Szene 3. Phoenix Marie, Giovanni Francisco
- Szene 4. Kleio Valentien, Bill Bailey, Tyler Knight
- Szene 5. Jessica Ryan, Ryan Driller

## Auszeichnungen
- AVN Awards 2015: Nominiert für „Best Art Direction“, „Best Three-Way Sex Scene: G/B/B“ (Bill Bailey, Kleio Valentien, Tyler Knight)
- Nightmoves Award 2014: Nominiert für „Best Parody: Super Hero“
- XBIZ Award 2015: Nominiert für „Best Special Effects“